# Alfonso Zamora
Alfonso Zamora Quiroz (9 de febrero de 1954; Ciudad de México) es un ex boxeador profesional, medallista de plata y campeón mundial en peso gallo de la Asociación Mundial de Boxeo.

## Múnich 1972
En los Juegos Olímpicos de Múnich 1972 obtuvo la medalla de plata en la categoría de 51-54 kg, a continuación los enfrentamientos:
- Derrota al filipino Ricardo Fortaleza por nocaut técnico en el segundo asalto.
- Derrota al germano occidental Stefan Forster por 5 puntos a 0.
- Derrota al español Juan Francisco Rodríguez por nocaut en el tercer asalto.
- Derrota al estadounidense Ricardo Carreras 4 puntos a 1.
- Pierde contra el cubano Orlando Martínez 5 puntos a 0.

## Carrera profesional

### Campeonato Mundial de Peso Gallo
El 14 de marzo de 1975, ganó el título mundial de peso gallo Lineal y de la Asociación Mundial de Boxeo (AMB) cuando noqueó a Soo-Hwan Hong en cuatro asaltos, dos años después de haberse convertido en profesional. Ese mismo año, defendió su título en dos ocasiones por nocaut, contra Thanomchit Sukhothai y Socrates Batoto. El 3 de abril de 1976, noqueó en el segundo asalto al futuro miembro del Salón de la Fama, Eusebio Pedroza. Más tarde en ese año, defendió con éxito su título por nocaut contra Gilberto Illueca y en una revancha contra Soo-Hwan Hong.

### La Batalla de los "Z"
Ostentando la corona del Consejo Mundial de Boxeo (CMB) se encontraba el futuro miembro del Salón de la Fama de Boxeo Carlos "El Cañas" Zárate. Finalmente se enfrentaron en un combate sin título el 23 de abril de 1977. Zamora ingresó al ring con un récord de 29 victorias en 29 peleas, todas por nocaut, mientras que Zárate tenía un récord de 45 victorias en 45 peleas, con 44 por KO. La pelea entre ellos era muy esperada y Zarate logró un nocaut técnico sobre Zamora en el cuarto asalto.En esta pelea ambos boxeadores ganaron una bolsa de 3 millones de peso.
Desafortunadamente para Zamora, nunca pareció recuperarse por completo de esta derrota. En su próxima pelea, perdió sus títulos de peso gallo de la AMB ante Jorge Luján, quien lo noqueó en el décimo asalto. A partir de entonces, su récord se volvió irregular, y sufrió una derrota por nocaut ante Eddie Logan el 16 de noviembre de 1979, a pesar de que Logan tenía un récord de 5 victorias y 7 derrotas en ese momento. Finalmente, Zamora se retiró después de perder nuevamente por nocaut, esta vez frente a Rigoberto Estrada el 19 de septiembre de 1980. En 1983, estaba programada una pelea entre Zamora y Wilfredo Gómez, pero el combate fue cancelado.

## Títulos mundiales
- Campeonato mundial de peso gallo de la Asociación Mundial de Boxeo.

## Récord de boxeo profesional
| No. | Resultado | Récord | Oponente                      | Tipo | Round, tiempo | Fecha      | Lugar                                                          | Nota                                                 |
| --- | --------- | ------ | ----------------------------- | ---- | ------------- | ---------- | -------------------------------------------------------------- | ---------------------------------------------------- |
| 38  | Derrota   | 33–5   | Rigoberto Estrada             | TKO  | 3 (10)        | 1980-09-19 | Olympic Auditorium, Los Ángeles, California, EE. UU.           |                                                      |
| 37  | Victoria  | 33–4   | Melvin Johnson                | KO   | 3 (10)        | 1980-07-17 | Olympic Auditorium, Los Angeles, California, U.S.              |                                                      |
| 36  | Derrota   | 32–4   | Eddie Logan                   | TKO  | 7 (10)        | 1979-11-16 | The Forum, Inglewood, California, U.S.                         |                                                      |
| 35  | Derrota   | 32–3   | Juan Álvarez                  | DQ   | 5 (10)        | 1979-07-22 | San Luis Potosí, San Luis Potosí, México                       |                                                      |
| 34  | Victoria  | 32–2   | Luis Rosario                  | SD   | 10            | 1979-01-18 | Madison Square Garden, New York, New York, U.S.                |                                                      |
| 33  | Victoria  | 31-2   | Alberto Sandoval              | TKO  | 8 (10)        | 1978-10-26 | Olympic Auditorium, Los Angeles, California, U.S.              |                                                      |
| 32  | Victoria  | 30–2   | Héctor Medina                 | KO   | 6 (10)        | 1978-06-23 | Ciudad Obregon, Sonora, México                                 |                                                      |
| 31  | Derrota   | 29–2   | Jorge Luján                   | KO   | 10 (15)       | 1977-11-19 | Sports Arena, Los Angeles, California, U.S.                    | Pierde el WBA, The Ring título lineal de peso gallo  |
| 30  | Derrota   | 29–1   | Carlos Zárate Serna           | TKO  | 4 (10)        | 1977-04-23 | The Forum, Inglewood, California, U.S.                         |                                                      |
| 29  | Victoria  | 29-0   | Alejandro Orejel              | KO   | 2 (10)        | 1977-02-12 | Tijuana, Baja California, México                               |                                                      |
| 28  | Victoria  | 28–0   | Hong Soo-hwan                 | TKO  | 12 (15)       | 1976-10-16 | Sunin Gymnasium, Incheon, South Korea                          | Retiene el título WBA, The Ring lineal de peso gallo |
| 27  | Victoria  | 27-0   | Candido Sandoval              | KO   | 3 (10)        | 1976-09-05 | Gomez Palacio, Durango, México                                 |                                                      |
| 26  | Victoria  | 26–0   | Gilberto Illueca              | KO   | 3 (15)        | 1976-07-10 | Plaza De Toros Monumental, Ciudad Juarez, Chihuahua, México    | Retiene el título WBA, The Ring lineal de peso gallo |
| 25  | Victoria  | 25–0   | Eusebio Pedroza               | KO   | 2 (15)        | 1976-04-03 | Plaza de Toros Calafia, Mexicali, Baja California, México      | Retiene el título WBA, The Ring lineal de peso gallo |
| 24  | Victoria  | 24–0   | Socrates Batoto               | KO   | 2 (15)        | 1975-12-06 | Monumental Plaza de Toros, Ciudad de México, México            | Retiene el título WBA, The Ring lineal de peso gallo |
| 23  | Victoria  | 23-0   | Thanomchit Sukhothai          | TKO  | 4 (15)        | 1975-08-30 | Anaheim Convention Center, Anaheim, California, U.S.           | Retiene el título WBA, The Ring lineal de peso gallo |
| 22  | Victoria  | 22–0   | Jorge Torres                  | TKO  | 9 (10)        | 1975-06-02 | Tijuana, Baja California, México                               |                                                      |
| 21  | Victoria  | 21-0   | Hong Soo-hwan                 | KO   | 4 (15)        | 1975-03-14 | The Forum, Inglewood, California, U.S.                         | Gana el título WBA, The Ring lineal de peso gallo    |
| 20  | Victoria  | 20-0   | Tanny Amancio                 | KO   | 4 (10)        | 1975-02-04 | Ciudad Victoria, Tamaulipas, México                            |                                                      |
| 19  | Victoria  | 19–0   | José Antonio Rosa             | TKO  | 3 (10)        | 1974-11-23 | The Forum, Inglewood, California, U.S.                         |                                                      |
| 18  | Victoria  | 18-0   | Francisco Villegas            | KO   | 2 (10)        | 1974-10-05 | Plaza De Toros Monumental, Ciudad Juarez, Chihuahua, México    |                                                      |
| 17  | Victoria  | 17-0   | Adrian Zapanta                | KO   | 1 (10)        | 1974-08-31 | Plaza De Toros Monumental, Monterrey, Nuevo León, México       |                                                      |
| 16  | Victoria  | 16-0   | Shintaro Uchiyama             | KO   | 6 (10)        | 1974-07-09 | The Forum, Inglewood, California, U.S.                         |                                                      |
| 15  | Victoria  | 15-0   | Raul Tirado                   | TKO  | 2 (10)        | 1974-05-25 | Palacio de los Deportes, México City, Distrito Federal, México |                                                      |
| 14  | Victoria  | 14–0   | Cesar Ordonez                 | KO   | 3 (10)        | 1974-05-07 | Tijuana, Baja California, México                               |                                                      |
| 13  | Victoria  | 13–0   | Pedro Ibanez                  | KO   | 2 (10)        | 1974-04-17 | Matamoros, Tamaulipas, México                                  |                                                      |
| 12  | Victoria  | 12–0   | Tetsuro Kawakami              | KO   | 3 (10)        | 1974-03-31 | Mexicali, Baja California, México                              |                                                      |
| 11  | Victoria  | 11–0   | Felix Castro                  | TKO  | 3 (10)        | 1974-02-24 | Mexicali, Baja California, México                              |                                                      |
| 10  | Victoria  | 10–0   | José Manuel “El Chamaco” Lara | KO   | 2 (8)         | 1974-01-23 | Zihuatanejo, Guerrero, México                                  |                                                      |
| 9   | Victoria  | 9–0    | Salvador Lozano               | KO   | 9 (10)        | 1973-12-11 | Tijuana, Baja California, México                               |                                                      |
| 8   | Victoria  | 8–0    | Julio Romero                  | KO   | 2 (8)         | 1973-10-30 | Tijuana, Baja California, México                               |                                                      |
| 7   | Victoria  | 7–0    | Tortillo Armenta              | KO   | 2 (8)         | 1973-10-10 | Plaza de Toros Monumental, Monterrey, Nuevo León, México       |                                                      |
| 6   | Victoria  | 6–0    | Cruz Vega                     | KO   | 3 (8)         | 1973-09-15 | Plaza de Toros Monumental, Monterrey, Nuevo León, México       |                                                      |
| 5   | Victoria  | 5–0    | Victor Plascencia             | KO   | 1 (8)         | 1973-08-21 | Tijuana, Baja California, México                               |                                                      |
| 4   | Victoria  | 4–0    | Sixto Esqueda                 | KO   | 1 (6)         | 1973-07-08 | La Paz, Baja California Sur, México                            |                                                      |
| 3   | Victoria  | 3–0    | Juan Ramon Pérez              | KO   | 2 (6)         | 1973-06-25 | La Paz, Baja California Sur, México                            |                                                      |
| 2   | Victoria  | 2–0    | Antonio Enriquez              | TKO  | 3 (10)        | 1973-06-02 | La Paz, Baja California Sur, México                            |                                                      |
| 1   | Victoria  | 1–0    | Heraclio Amaya                | KO   | 2 (6)         | 1973-04-16 | San Luis Potosí, San Luis Potosí, México                       |                                                      |